# Stade Manoel-Leonardo-Nogueira
Le stade Manoel-Leonardo-Nogueira (en portugais : Estádio Manoel Leonardo Nogueira), également connu sous le nom de Nogueirão, est un stade de football brésilien situé dans la ville de Mossoró, dans l'État du Rio Grande do Norte.
Le stade, doté de 4 000 places et inauguré en 1967, sert d'enceinte à domicile aux équipes de football de l'Associação Cultural e Desportiva Potiguar et de l'Associação Cultural Esporte Clube Baraúnas.

## Histoire
Le stade est construit en 1967 pour remplacer l'ancien terrain de jeu de la rua Benjamim Constant, dans le quartier de Doze Anos.
Il est inauguré le 4 juin 1967 lors d'une défaite 2-0 des locaux d'une sélection composée de joueurs de la ville contre le Ceará SC (le premier but au stade étant inscrit par Mozar, joueur du Ceará).
Le record d'affluence au stade est de 18 063 spectateurs, lors d'une défaite 3-2 de l'ACEC Baraúnas contre Flamengo le 11 août 1985.
À l'origine, le Nogueirão disposait de 25 000 spectateurs. Une première rénovation a lieu dans les années 1990, qui ramène la capacité à 17 600, puis à 9 000 en 2004.